# Poinson-lès-Nogent
Poinson-lès-Nogent település Franciaországban, Haute-Marne megyében. Lakosainak száma 142 fő (2022. január 1.). Poinson-lès-Nogent Chauffourt, Dampierre, Nogent, Sarrey és Vitry-lès-Nogent községekkel határos.

## Népesség
A település népességének változása:
| Lakosok száma | 192  | 161  | 152  | 147  | 155  | 150  | 143  | 140  | 137  | 142  |
|               | 1968 | 1982 | 1990 | 2006 | 2013 | 2015 | 2017 | 2019 | 2020 | 2022 |